# Kentucky Thunder
Kentucky Thunder est un groupe de musique country et de bluegrass américain originaire du Kentucky qui joue avec le chanteur Ricky Skaggs. Le groupe a gagné de multiples récompenses dont des Grammy Awards et des prix décernés par l'International Bluegrass Music Association.

## Membres actuels[2]
- Mike Barnett - Violon
- Jake Workman - Guitare
- Paul Brewster - Guitare rythmique et chant
- Russell Carson - Banjo
- Jeff Picker - Guitare basse et chant
- Dennis Parker - Guitare rythmique, chant, mandoline et violon